# Kitty-Yo
kitty-yo ist ein deutsches Independent-Label mit Sitz in Berlin. Es hat drei Sublabels (kyo, kitty-cuts und Cheesedream) und einen Musikverlag.

## Geschichte
Das Label wurde 1993 von Raik Hölzel gegründet, der zuvor Mitbetreiber eines Antiquariats war und eine Sendung bei einem Offenen Kanal hatte. Bald kam Patrick Wagner von der Band Surrogat dazu. Wagner war für Promotion zuständig, während sich Hölzel um Künstlersuche und -betreuung, Produktion u. a. kümmerte.
Den Anfang machten 1994 drei 7"-Veröffentlichungen von Surrogat, Wuhling und Kerosin, die von einer Release-Party auf der Berliner Insel der Jugend begleitet wurde, die spontan 500 Besucher bevölkerten. Damals hatte das Label keine Geschäftsräume und musste sich auf den Selbstvertrieb konzentrieren. Zuerst musste man sich Erfahrung im Geschäft verschaffen: So wurden Verträge anfangs nicht schriftlich festgehalten. Der Band Wuhling wurden 14.000 DM für Aufnahmen in Frankreich zugeschossen und diese ging dann mit den fertigen Aufnahmen zum Konkurrenzlabel City Slang.
Nach eigenen Angaben begann das Label mit einem Startkapital von 5000 DM und 2001 wurde ein Jahresumsatz von 2 Millionen Euro (?) gemacht. Die Verkaufszahlen der Künstler lagen zum Teil im höheren vierstelligen Bereich. Label-Zugpferd Peaches schaffte es im Jahr 2000 auf nach einigen Angaben 100.000 verkaufte CDs. An anderer Stelle spricht Wagner davon, dass die bestverkaufte Platte 25.000 Exemplare absetzte.
Seit 1999 betrieben die beiden Gründer das Label hauptberuflich. 2000 kam auch ein Musikverlag hinzu. 2001 trennten sich die beiden Gründer. Die Einzelfirma wird weiterhin von Raik Hölzel betrieben, ist aber seit der Gründung der Kitty-yo GmbH im Jahr 2004 nicht mehr aktiv. Mitarbeiter des Labels waren Gustaf Sparr, Martin Frehse, Constance Brockmann und Desiree Vach.
Es folgten einzelne Lizenzierungen an den Major EMI. Zusammengearbeitet wurde auch mit anderen Indie-Labels, wie die Weilheimer Hausmusik, Kollaps und Payola.
Die von Hölzel gegründete Kitty-yo GmbH musste November 2006 Insolvenz anmelden. Grund waren die rapide zurückgehenden Verkaufszahlen. Seit April 2006 wurden keine Tonträger mehr veröffentlicht.
Unter dem Namen Kitty-yo Digital erscheinen derzeit digitale Release. Inhaberin ist Silke Maurer. Auch werden noch einzelne Tracks des Unterlabels Kitty-cuts digital veröffentlicht.
Nachdem Wagner sich von dem Label getrennt hatte, arbeitete er zunächst als A&R bei Motor Music und eröffnete 2004 seine eigenen Louisville Records.
Hölzel arbeitet unter dem Künstlernamen „Force RAIK“ als zeitgenössischer Künstler.

## Prinzipien
Das Label will sich nicht auf einen bestimmten Stil festlegen, veröffentlicht im Electronica, Indie-Rock, Techno und Hip-Hop-Bereich. Ausschlaggebend ist, dass die Musik den Betreibern selbst sehr gut gefällt und eigenständig ist. Kopierschutz wird abgelehnt, weil man einerseits keine befriedigenden technischen Lösungen sieht, andererseits die Verbreitung der eigenen Musik über Brennen von CDs auch als Werbung betrachtet. Es wird Wert darauf gelegt, mit Künstlern möglichst langfristig zusammenzuarbeiten und sie aufzubauen.

## Künstler
- Louie Austen
- Brüllen
- Chikinki
- Codec & Flexor
- Couch
- Richard Davis
- Dillon
- E.stonji
- Chilly Gonzales
- Go Plus
- Gold Chains & Sue Cie
- Jay Haze
- Maximilian Hecker
- Jahcoozi
- Jeans Team
- Kante
- Kerosin
- Laub
- Litwinenko
- Mittekill
- Peaches
- Raz Ohara
- Rechenzentrum
- Rhythm King AHF
- Taylor Savvy
- Sex in Dallas
- Spyritual
- Tarwater
- The Tape vs. RQM
- Jimi Tenor
- To Rococo Rot
- White Hole
- Wuhling